# One choice
〈One choice〉(원 초이스)는 일본의 여성 아이돌 그룹 히나타자카46의 노래. 2023년 4월 19일에 히나타자카46의 아홉 번째 싱글로 소니 레코드에서 발매되었다. 노래의 센터 포지션은 니부 아카리가 맡았다.

## 발매 배경
Blu-ray가 들어있는 Type-A · B · C · D, CD뿐인 통상판의 다섯 형태로 발매.

## 선발 멤버

### One choice
(센터: 사이토 쿄코)